# هندسة التكاليف
هندسة التكاليف (بالإنجليزية: Cost Engineering)‏ هو تخصص يعنى بدراسة تكاليف المشاريع وتقديرها والتحكم بها بالإضافة إلى تحليل الفوائد الناتجة منها باستخدام أساليب علمية وهندسية.

## تعريفها ونشأتها
تعد هندسة التكاليف من أكثر الفروع أهمية وانتشارا خصوصا في مجالات سوق العمل حيث تهدف إلى دراسة التكاليف بصورة دقيقة نظرا إلى استخدام العلوم الرياضية والهندسية بشكل واسع. فالتطور المستمر في مجالات الصناعة والتقنية وتوسع الشركات والتعامل مع مبالغ مالية ضخمة وغيرها من العوامل زادت من أهمية هذا التخصص حيث إن الدقة في النتائج أصبح يشكل فرقا كبيرا في قرارات الكثير من إدارات الشركات والمنظمات.

## العلوم الأساسية المرتبطة بها
تتطلب هندسة التكاليف (كماهو الحال لدى جميع التخصصات الهندسية) إلى خلفية واسعة في مجال العلوم الرياضية والهندسية كالجبر، والإحصاء والاحتمالات وبحوث العمليات بالإضافة إلى مواكبة التكنولوجيا وأساليب تنبؤ مستقبلها وفهم دورة حياة المنتج. وعلى الرغم من أهمية هذه المهارات إلا أن الأهم هي المهارات المبنية على فهم مبادئ المحاسبة كتقدير تكلفة المنتج وتكلفة العمل (العمالة) والمواد المباشرة بالإضافة إلى مبادئ الاقتصاد والمالية كالتضخم وأسعار العملات. فكل هذه العلوم تشكل قاعدة قوية لدى مهندس التكاليف تجعله قادرا على تحليل الوضع وفهم متطلبات المشروع ومن ثم اختيار الأدوات اللازمة لحلها لتحقيق الغاية من المشروع مع المراقبة المستمرة لمتغيرات التكاليف.

## تطبيقاتها ومجالات العمل
هندسة التكاليف توفر العديد من الوظائف والتطبيقات في مختلف المجالات. من أهم هذه التطبيقات:
1. تقدير تكاليف التصنيع والتشغيل على مدى دورة حياة الأصول
2. تحديد اتجاه تغير التكاليف
3. تحليل القرارات
4. التحكم بتكاليف المشاريع
5. التخطيط والجدولة
6. قياس وتحليل المتطلبات الاستثمارية
7. التحليلات المالية
8. إدارة المشتريات
9. إدارة العقود

هذه الوظائف وغيرها يتم تطبيقها في معظم الشركات العالمية المعروفة وخصوصا شركات الإنشاءات والبناء وشركات التصنيع بمختلف أنواعها.